# Pachycraerus laticeps
Pachycraerus laticeps är en skalbaggsart som beskrevs av Lewis 1906. Pachycraerus laticeps ingår i släktet Pachycraerus och familjen stumpbaggar. Inga underarter finns listade i Catalogue of Life.